# Rippel fivérek
A Rippel fivérek (Rippel Ferenc 1971. június 14. és Rippel Viktor 1973. május 26. ) Hortobágyi Károly-díjas magyar artisták, kilencszeres Világrekorderek Guinness-rekorderek, Magyarország Érdemes Művészei, Sport és Művészet Nagykövetek, a mai napig a magyar és külföldi előadások, cirkuszok, show-műsorok és TV produkciók állandó sztárjai, szereplői. Elhivatottságuk és profizmusuk révén az eddig karrierjük alatt meghódítottak már majdnem minden csúcsot, amit az artistaművészet számukra kínál. Most az extrém sportok meghódításán és az artista-művészetbe integrálásán dolgoznak. Eddig több mint tízezer sikeres előadást tudhatnak maguk mögött, a nézők és a producrek egyaránt rajonganak értük. Évekig turnéztak már Amerikában a Ringling Bros. Barnum and Bailey Show-val, évtizedig felléptek a párizsi Moulin Rouge társulatával, de láthattuk őket a FŐNIX, Tűzcirkusz előadásain is! Artista bemutatójukkal a mai napig járják a világ összes nagy metropoliszát.

## Karriertörténet
A Rippel testvérek szülei szintén artisták voltak, Trio Cortez néven járták a világ színpadait. Viktor születése után felhagytak az utazással, és idejüket főleg fiaik tanítására szánták. A családi legenda szerint a testvérek előbb tanultak meg gumiasztalon szaltózni, mint járni. Négyéves korukban kezdtek szertornázni. 1981-ben felvették őket az Állami Artistaképző Intézetbe. A nyolcéves oktatás után diplomát kaptak, majd részt vettek a kötelező turnékon: előbb negyed évig Magyarországon, aztán fél évig Bulgáriában, egy évig pedig a Szovjetunióban. E turnékkal alapozták meg későbbi pályafutásukat, és produkciójuk tökéletesítéséhez sok segítséget kaptak az orosz kollégáktól. Egyre több meghívást kaptak Nyugatról is, így például felléptek a Bahamákon és Amerikában. 1996-ban a párizsi cirkuszfesztiválon elnyerték a zsűri és a közönség díját. 1997-ben és 1998-ban az Amerikai Egyesült Államok összes nagyvárosát bejárták a Ringling Bros. Barnum and Bailey Show-val. Felléptek többek között Jay Leno és Rosie O’Donnell show-műsoraiban is. A párizsi Moulin-Rouge állandó tiszteletbeli tagjai. 2000-ben Ezüst Pierrot-díjat nyertek a Fővárosi Nagycirkuszban megrendezett 3. Budapesti Nemzetközi Cirkuszfesztiválon. Egy héttel később Párizsban különdíjat kaptak a Massyi Nemzetközi Cirkuszfesztiválon előadott produkciójukért. 2004 augusztusában a Duna felett mutattak be egy lélegzetelállító számot: egy helikopterről lelógatott pallón oldalmérleg-tartási rekordot állítottak fel. Az erős szél miatt a mutatvány különösen veszélyes volt. 2006 októberében újabb különleges produkciót láthatott tőlük a közönség: egy 75 km/h sebességgel haladó kamion mögé szerelt vasszerkezeten mutattak be egy látványos akrobataszámot. 2008 júliusában arról számolt be a magyar média, hogy a testvérek újabb világrekord-kísérletbe fogtak, ami eddigi pályafutásuk legveszélyesebb produkciójának ígérkezik.
A Rippel Brothers produkciók kiemelkedően magas kulturális értéket képviselnek, hiszen a műsorokban különböző sport, tánc és művészeti-ág is megjelenik és fonódik össze, ezzel különösen széles réteget szólítva meg. Az egyedi és utánozhatatlan előadásokban a világ összközművészeti sokszínűségét előtérbe helyezve mutatják be látványos, különleges és lenyűgöző műsoraikat, ahol a nézők élőben élhetik át a Las Vegas-i kaszinók látványos show-ját, ötvözve a fantasy/sci-fi filmek EPIC varázsával, az újcirkusz-színház élményét pedig keverve a klasszikus cirkuszok hangulatával. Az innovatív Rippel Brothers műsorok dramaturgiailag egyszerűek, így mindenki számára befogadhatóak, mégis ámulatba ejtőek. A real-time LIVE show-ban ötvöződik a cirkusz, az akrobatika, a zene és a tánc világa, mindez a jelen korban, de a jövő hangulatába ágyazva.

## Edzésprogram
A fivérek magyarországi tartózkodásuk idején naponta edzenek. Edzésprogramjukban a bemelegítést a páros gyakorlatok követik, a soron következő műsorszám elemeinek gyakorlása. A súlyzós edzés azért fontos, mert produkcióikat testhez álló kosztümökben adják elő. Végül lazítással zárják az edzést. A konditermi munka mellett azonban más módon is formában tartják magukat: szabadidejükben kerékpároznak, búvárkodnak és falat másznak.

## Díjak
(A fesztiválok számozása valószínűleg a helyszínekhez kötődik.)
- 1985 Aranyérem a Wiesbadenben megrendezett I. Nemzetközi Cirkuszfesztiválon
- 1994 Különdíj a Wiesbadenben megrendezett IX. Nemzetközi Cirkuszfesztiválon
- 1996 A nemzetközi zsűri különdíja a Párizsban megrendezett Cirkuszfesztiválon
- 2000 Massy-díj a Párizsban megrendezett VIII. Nemzetközi Cirkuszfesztiválon
- 2000 Ezüstérem és Yoshimoto-díj a Fővárosi Nagycirkuszban megrendezett III. Nemzetközi Cirkuszfesztiválon
- 2001 Bronzérem a hollandiai Enschedében megrendezett V. Nemzetközi Cirkuszfesztiválon
- 2002 Hortobágyi Károly-díj
- 2006 Pro Palota-díj
- 2019 Érdemes művész

## Külső hivatkozások
- Rippel Testvérek bemutatkozó Videó
- A Rippel fivérek honlapja
- The Rippel Bothers website
- A Rippel Artista Akadémia honlapja

- Rippel testvérek Facebook oldala
- Interjú a fivérekkel
- Pályaismertető
- Rippel Testvérek Youtube csatorna